# Skedholmen
Skedholmen är en ö i Jonsbergs socken, Norrköpings kommun, alldeles nordost om Arkö. Ön har en yta på 10 hektar.
Skedholmen användes i äldre tid av Arköborna som betesö för kor och får samt för sjöfågeljakt och fiske med hommor. I samband med laga skifte på Arkö under 1870-talet tillföll själva ön gården Arkö 1:3 medan jakt- och fiskerättigheterna på ön tillföll Arkö 1:4. I början av 1900-talet användes sandstranden i viken på Skedholmens västra sida som badstrand. 1964 avstyckades en tomt för fritidshusbebyggelse, och 1974 uppfördes en sommarstuga på denna. 1984 uppfördes ytterligare ett fritidshus på ön. Sedan 2005 är ett av husen permanentbostad.